# Zintis Ekmanis
Zintis Ekmanis (ur. 17 maja 1958 w Pabaži) – łotewski bobsleista reprezentujący ZSRR, brązowy medalista igrzysk olimpijskich i mistrzostw świata.

## Kariera
Początkowo Ekmanis uprawiał lekkoatletykę, zdobywając między innymi mistrzostwo Łotewskiej SRR w trójskoku w 1980 roku. Pierwszy sukces w bobslejach osiągnął w 1984 roku, kiedy razem z Władimirem Aleksandrowem zdobył brązowy medal w dwójkach na igrzyskach olimpijskich w Sarajewie. Był to pierwszy w historii medal w bobslejach wywalczony przez reprezentantów ZSRR. Na rozgrywanych rok później mistrzostwach świata w Cervinii w parze z Nikołajem Żyrowem zdobył kolejny brązowy medal w tej konkurencji. Zdobył także trzy medale w dwójkach na mistrzostwach Europy: złoty w 1985 roku, srebrny w 1990 roku i brązowy w 1984 roku. Był też między innymi dziewiąty w dwójkach podczas igrzysk olimpijskich w Calgary w 1988 roku. Po zakończeniu kariery pracował jako komentator sportowy, pełnił też funkcję wiceprezydenta Łotewskiej Federacji Bobslejowej.